# 2019冠状病毒病日本公众人物确诊病例
本条目展示2019冠状病毒病日本公众人物确诊病例。

## 體育
- 田嶋幸三 - 日本足球協会会長[參⁠ 1]
- 藤浪晋太郎（阪神虎） - 職業棒球選手[參⁠ 2]
- 伊藤隼太（阪神虎） - 職業棒球選手[參⁠ 2]
- 長坂拳弥（阪神虎） - 職業棒球選手[參⁠ 2]
- 酒井高德（神戶勝利船） - 職業足球選手[參⁠ 3]
- 塚原直貴（富士通陸上競技部） - 前田徑選手[參⁠ 4]
- 舩津徹也（日语：舩津徹也）（群馬草津溫泉） - 職業足球選手[參⁠ 5]
- 梨田昌孝（日语：梨田昌孝） - 棒球評論員、前職業棒球選手及總教練[參⁠ 6]
- 永石拓海（日语：永石拓海）（大阪櫻花） - 職業足球選手[參⁠ 7]
- 井上茂徳（日语：井上茂徳） - 競輪評論員、前競輪選手（日语：競輪選手）[參⁠ 8]
- 中里壮也 - 全日本柔道連盟（日语：全日本柔道連盟）專務理事[參⁠ 9]
- 片岡篤史（日语：片岡篤史） - 棒球評論員、前職業棒球選手[參⁠ 10]
- 松下三郎 - 公益財團法人講道館理事（2020年4月19日病逝[參⁠ 11]）
- 安芸乃島勝巳（日语：安芸乃島勝巳） - 日本相撲協会副理事、高田川部屋師匠、前關脇安藝乃島勝巳[參⁠ 12][參⁠ 13]
- 白鷹山亨将（日语：白鷹山亨将）（高田川部屋） - 大相撲力士、十兩[參⁠ 12][參⁠ 13]
- 天空海翔馬:大相撲力士
- 相馬秀斗（H.C.栃木日光アイスバックス） - 職業冰球選手[參⁠ 14]
- 勝武士幹士（日语：勝武士幹士）（高田川部屋） - 大相撲力士、三段目（日语：三段目）（2020年5月13日病逝[參⁠ 15]）
- 金崎夢生（名古屋鯨魚） - 職業足球選手[參⁠ 16]
- 坂本勇人（讀賣巨人） - 職業棒球選手[參⁠ 17]
- 大城卓三（讀賣巨人） - 職業棒球選手[參⁠ 17]
- 米切爾·朗格拉克（名古屋鯨魚） - 職業足球選手[參⁠ 18]

另外，大阪エヴェッサ有職業籃球選手11人，三菱重工相模原ダイナボアーズ有社員欖球選手2人，日本相撲協会有力士養成員4人，愛知縣内有健身房所属的A級職業拳手1人、C級職業拳手1人，職業棒球四國島聯盟、高知ファイティングドッグス有選手1人，Sawakami關西獨立聯盟06BULLS有選手及管理層2人確診。

## 演藝
- 志村健（漂流者） - 喜劇演員、藝人[參⁠ 31][參⁠ 32]（2020年3月29日病逝[參⁠ 33]）
- 小宮璃央（Zero PLANET） - 演員、藝人[參⁠ 34]
- 宮藤官九郎 - 編劇、演員[參⁠ 35]
- 黒沢かずこ（日语：黒沢かずこ）（森三中） - 搞笑藝人[參⁠ 36]
- ゴリけん（日语：ゴリけん） - 搞笑藝人[參⁠ 37]
- 白鳥久美子（日语：白鳥久美子）（たんぽぽ (お笑いコンビ)） - 搞笑藝人[參⁠ 38]
- ダブルダッチ (お笑いコンビ) - 搞笑藝人[參⁠ 39]
- 日語： - 模特兒[參⁠ 40]
- 山下麻美 - 声優[參⁠ 41]
- 与座よしあき（日语：与座よしあき） - 搞笑藝人、演員[參⁠ 42]
- 天豆琴美 - 寫真偶像、藝人[參⁠ 43]
- 石田純一（日语：石田純一） - 演員、藝人[參⁠ 44]
- 石川利恵（日语：石川利恵） - Cosplayer、YouTuber、遊戲藝人[參⁠ 45]
- 岡江久美子 - 女演員（2020年4月23日病逝[參⁠ 46]）[參⁠ 47]
- 日語： - 偶像[參⁠ 48][參⁠ 49]
- 和田周 - 演員、劇作家（2020年4月23日病逝[參⁠ 50]）
- 善竹富太郎 - 大藏流（日语：大藏流）狂言師（日语：狂言師）（2020年4月30日病逝[參⁠ 51]）
- アントキの猪木（日语：アントキの猪木） - 搞笑藝人[參⁠ 52]
- 上野聖和（土居上野） - 搞笑藝人[參⁠ 53]
- 石川典行 - 網絡主播[參⁠ 54][參⁠ 55]
- 福士申樹（小傑尼斯） - 藝人[參⁠ 56]
- 日語： - 網絡主播[參⁠ 55]
- 日語：（エグスプロージョン） - 舞者[參⁠ 57]
- 日語：（EGU-SPLOSION）- 舞者[參⁠ 58]
- 八木将康（劇團EXILE） - 演員[參⁠ 59]
- 日語： - 網絡主播、電子競技選手[參⁠ 55]
- 松村優 (俳優)（日语：松村優 (俳優)） - 演員[註⁠ 1][參⁠ 60][參⁠ 61]
- 山本裕典 - 演員[註⁠ 1][參⁠ 62][參⁠ 61]
- 日語： - 演員[註⁠ 1][參⁠ 61][參⁠ 63]
- サッシャ（日语：サッシャ） - 電台主持[註⁠ 1][參⁠ 64][參⁠ 65]
- 有村昆（日语：有村昆） - 電影評論員[註⁠ 1][參⁠ 66]
- 榊原徹士（吉本坂46） - 藝人[註⁠ 1][參⁠ 67]
- こんどうようぢ（日语：こんどうようぢ） - 模特兒、藝人[註⁠ 1][參⁠ 68]
- 石原純 - 演員[註⁠ 1][參⁠ 69]
- はなわ（日语：はなわ） - 搞笑藝人、音樂人[參⁠ 70]
- 日語： - YouTuber[註⁠ 2][參⁠ 71][參⁠ 72]
- 田北香世子（AKB48） - 偶像[參⁠ 73]
- 横濱流星 - 演員[參⁠ 74]
- 蛾野正洋 - 搞笑藝人[參⁠ 75]
- 紅ゆずる - 演員、前寶塚歌劇團星組主演男役
- 千葉真一 - 演員（2021年8月19日病逝）
- 佐佐木希 - 演員
- 綾瀨遙 - 演員
- 吉岡里帆 - 演員
- 深田恭子 - 演員

另外，劇團四季有演員1人，女性偶像團體ナナランド有成員1人確診。

## 音樂
- Ryoji（日语：Ryoji）（決明子） - 音樂人[參⁠ 78]。
- 柳家睦（柳家睦&THE RAT BONES） - 音樂人[參⁠ 48][參⁠ 79][參⁠ 80]
- 速水けんたろう（日语：速水けんたろう） - 歌手、声優、第8代うたのおにいさん（日语：うたのおにいさん）[參⁠ 81]
- 藤原"31歲"廣明（SUPER BEAVER） - 音樂人[參⁠ 82]
- 高木椋太 - 香頌歌手（2020年5月2日病逝[參⁠ 83]）
- 末芳枝 - 声樂家、日本声樂發声学会前会長（2020年4月27日病逝[參⁠ 84]）
- TAKUYA（Super Break Dawn） - 主唱、演員[註⁠ 1][參⁠ 60][參⁠ 61]
- KOCKY（AIRPEN） - 舞唱組合成員[註⁠ 1][參⁠ 85][參⁠ 61]
- RYO（AIⓇPEN） - 舞唱組合成員[註⁠ 1][參⁠ 85][參⁠ 61]
- Takuya（春夏秋冬） - 主唱[註⁠ 1][參⁠ 61][參⁠ 86]
- HONEY（H5） - 舞唱組合成員、演員[註⁠ 1][參⁠ 87][參⁠ 61]
- HIRO（Super Break Dawn） - 主唱[註⁠ 1][參⁠ 65][參⁠ 88]
- 齊藤廣樹（BLACK IRIS） - 舞唱組合成員[註⁠ 1][參⁠ 88][參⁠ 89]
- 濱川英也（スクランブルガム） - 舞唱組合成員[註⁠ 1][參⁠ 90][參⁠ 91]
- 荒友哉（SCRAMBLE GUM） - 舞唱組合成員[註⁠ 1][參⁠ 92]

另外，DRUM TAO有5名成員，視覺系搖滾樂隊「Jack Caper」有全部5名成員確診。

## 傳媒
- 岡田公伸 - 電視製作人、每日放送制作担当取締役（2020年4月9日病逝[參⁠ 97]）
- 富川悠太 - 朝日電視台主播[參⁠ 98]
- 赤江珠緒（日语：赤江珠緒） - 自由主播[參⁠ 99]
- 住吉美紀（日语：住吉美紀） - 自由主播[參⁠ 100]
- 丸岡いずみ（日语：丸岡いずみ） - 自由主播[註⁠ 1][參⁠ 101]

另外，日本電視台有60多歲的董事1人確診。

## 政治
- 松村理治 - 石川縣金沢市議会（日语：金沢市議会）議員[參⁠ 103][參⁠ 104]
- 水嶋光一 - 外務省領事局（日语：領事局）長[參⁠ 105]
- 岡本行夫 - 外交評論家、前内閣総理大臣補佐官（日语：内閣総理大臣補佐官）（2020年4月24日病逝[參⁠ 106]）
- 廣瀨鹿雄 - 東京都御藏島村議会議長[參⁠ 107]
- 石橋林太郎 - 広島県議会（日语：広島県議会）議員[參⁠ 108]
- 羽田雄一郎 - 日本參議院議員

## 經濟
- 江守康昌 - 日華化学（日语：日華化学）社長、福井經濟同友会代表幹事[參⁠ 109][參⁠ 110]
- 渡邊一誠 - Globality代表取締役[參⁠ 111]
- 立石義雄 - 歐姆龍名誉会長、京都商工会議所（日语：京都商工会議所）名誉会頭[參⁠ 111]（2020年4月21日病逝[參⁠ 112]）
- 金子眞吾（日语：金子眞吾） - 凸版印刷代表取締役会長、日本印刷產業聯合会会長[參⁠ 113]
- 石川雄一（日語：ふあんくん） - GOEMON RECORDS代表、YouTuber[參⁠ 114]

## 学者、教育
- 武藤正樹 - 国際医療福祉大学大学院教授、国際医療福祉綜合研究所長[參⁠ 115]